# 趋磁性
趋磁性是指趋磁细菌利用地磁场，进行定向和运动协调的运动模式。能进行趋磁过程的菌种，主要包括生活在盐碱滩，海水以及淡水湖泊中的微好氧菌和厌氧菌。具有趋磁性的细菌通过趋磁过程来定向寻找更有利于自己生存的的氧气浓度条件的环境。而这种定向性的运动与随机的布朗运动相比，效率要高得多。在通过利用地磁场确定方向之后，细菌使用鞭毛作为运动器官来游向更有利于生存的环境条件。趋磁运动并不影响细菌的平均移动速率。一旦这些细菌死亡，它们仍然能够对地磁场进行定向，但是不能进行趋磁的迁移。这些细菌现在都被称作磁细菌。
磁细菌(例如 Magnetospirillum magnetotacticum)具有一个胞内的被称为磁小体的细胞器。这个细胞器能够介导趋磁过程。磁小体通过其蕴含的一些晶体来行使功能，这些晶体通常是四氧化三铁晶体（Fe3O4）。一些生存在高硫环境的极端微生物能够通过
硫复铁矿（Fe3S4）来进行分离。这些晶体由被称为磁小体膜，嵌有特异性蛋白质的双层膜所包裹。晶体的形状多种多样，但是也具有一定的种内稳定性。磁小体在细胞内的分布方式通常是链式的，从而保证了最大的磁偶极矩。一个细菌中通常含有多条长短不同的磁小体链，按细菌的长轴轴向极性进行分布。而磁小体链产生的磁偶极矩使得细菌能够在运动中感应周围的磁场环境。
通过对地球磁场极向的定位，海洋微生物能够游向无氧或厌氧环境中的沉积物环境。在北半球，许多趋N极的细菌。科学家们最初认为趋S极的细菌会北半球向上游，而趋向北方的细菌会在南半球向下游（地磁场在南北半球的地球表面有不同的垂直分量），而这样会导致较高浓度的氧气的环境，所以不会被环境所选择。最终趋N极的细菌会在北半球占有统治地位，而同理，趋S极的细菌在南半球也会占有统治地位。但是，事实上人们在北半球也发现了趋S极的细菌。而在磁场方向水平的赤道，趋S极和趋N极的趋磁菌都有分布。趋磁菌的很多方面现在仍然是未解之谜。